# Хорхе Капітанич
Хо́рхе Мі́лтон Капітани́ч (ісп. Jorge Milton Capitanich; нар. 28 листопада 1964) — аргентинський політик із провінції Чако. Був членом Сенату з 10 жовтня 2001 до 12 вересня 2007 року. 2002 року і 2013—2015 роках очолював уряд країни.

## Біографія
Капітаніч походить із перших чорногорських поселенців у провінції Чако, які свого часу утворили громаду Colonia La Montenegrina, найбільшу чорногорську громаду у Південній Америці. Навчався у Північно-Східному національному університеті, після закінчення 1988 року якого здобув ступінь з економіки. Закінчив аспірантуру Університету Бельграно 1991 року, а також викладав там економічні дисципліни. Ступінь магістра він здобув у бізнес-школі університету Сан-Андерса.
У жовтні 2001 року Капітанича було обрано до Сенату і призначено тимчасовим міністром економіки Аргентини під час політичної кризи у грудні того ж року, цей пост він займав два дні. У січні 2002 року президент Едуардо Дуальде призначив Капітаніча на посаду прем'єр-міністра, на цьому посту він пробув до травня. Він зберіг своє місце у Сенаті і потім підтримував партію Фронт за перемогу президента Нестора Кіршнера. 2003 року він балотувався на посаду губернатора провінції Чако, але програв вибори Рою Нікішу, представнику Громадянського радикального союзу. 12 вересня 2007 року він залишив Сенат і, зрештою, зайняв пост губернатора 16 вересня 2007 року. Він виграв вибори у свого попередника Анхеля Росаса з перевагою у 0.8 % голосів.
Капітанич став першим аргентинцем чорногорського походження, який зайняв пост губернатора будь-якої з провінцій країни.